# Secsiva differens
Secsiva differens är en insektsart som först beskrevs av Ludwig Redtenbacher 1891.  Secsiva differens ingår i släktet Secsiva och familjen vårtbitare. Inga underarter finns listade i Catalogue of Life.